# Thomas Kristensen
 Der er flere personer med dette navn, se Thomas Kristensen (flertydig).
Thomas Fauerskov Kristensen (eller TK) (født 17. april 1983) er en dansk fodboldspiller, der spiller for den danske 2. divisionsklub FC Helsingør. 
Han har tidligere spillet i den hollandske klub ADO Den Haag, australske Brisbane Roar FC og i Danmark for FC København, FC Nordsjælland og Lyngby Boldklub. Han har spillet 7 kampe for det danske A-landshold, samt 4 kampe for ligalandsholdet. Han vejer 79 kg og er 188 cm høj.
Thomas Kristensen debuterede i superligaen for Lyngby, da klubben gik konkurs, og alle de faste spillere var blevet fritstillet. Klubben var pålagt at skulle gennemføre sæsonen alligevel.
Han kom til F.C. København i 2008 og spillede der indtil 2014, hvor han skiftede til hollandsk fodbold. Ved kontraktudløb i sommeren 2016 skrev han en kontrakt på 10 måneder med den australske klub Brisbane Roar FC. Kontrakten blev siden forlænget og Thomas Kristensen fortsatt i klubben indtilsommeren 2019, hvor han vednte tilbage til Danmark i FC Helsingør.